# Port Augusta
Port Augusta este un oraș în statul South Australia, Australia situat în  Golful Spencer la 320 km depărtare de Adelaide.